# Hyophila perpendiculata
Hyophila perpendiculata är en bladmossart som beskrevs av Hugh Neville Dixon 1936. Hyophila perpendiculata ingår i släktet Hyophila och familjen Pottiaceae. Inga underarter finns listade i Catalogue of Life.